# Adrian Piț
Adrian Florin Pit est un footballeur roumain né le 16 juillet 1983 à Arad.

## Carrière
- 2001-2003 : UT Arad  Roumanie
- 2003-2007 : AC Bellinzone  Suisse
- 2007-2008 : AS Rome  Italie
- 2008-2009 : Pise Calcio  Italie
- 2009-Fév.2010 : AS Rome  Italie
- Fév.2010-2010 : US Triestina  Italie
- depuis 2010 : Universitatea Cluj  Roumanie